# Zahlungsziel
Zahlungsziel (englisch term of payment) wird in der Wirtschaft eine vom allgemeinen Kaufvertragsrecht abweichende Zahlungsbedingung genannt, durch die der Lieferant seinem Kunden beim Abschluss eines Kaufvertrages eine bestimmte Frist für die Zahlung des Kaufpreises einräumt.

## Allgemeines
Als Zahlungsziel bezeichnet man umgangssprachlich auch den Zeitpunkt, bis zu dem geleistet werden soll (Zahlungstermin) oder den Zeitraum zwischen Lieferung und Zahlung (Zahlungsfrist).
Das Recht der Schuldverhältnisse sieht nach § 271 BGB vor, dass der Kaufpreis Zug um Zug bei Lieferung zu leisten ist, sofern nichts Abweichendes vereinbart wurde. Dann ist der Kaufpreis sofort bei Lieferung der Ware fällig. Da dieses Schuldrecht abdingbares Recht darstellt, können die Zahlungsbedingungen vorsehen, dass der Käufer den Kaufpreis erst zu einem bestimmten Zahlungstermin entrichten muss. Einen Kauf, bei dem ein Zahlungsziel gewährt wird, bezeichnet man als Zielkauf bzw. Kauf auf Ziel.

## Zahlungsfrist
Eine Zahlungsfrist kann vertraglich vereinbart oder einseitig zu Gunsten des Vertragspartners auf einer Rechnung erklärt werden (auch als Rechnungskauf oder Kauf auf Rechnung bezeichnet).

### Vereinbartes Zahlungsziel
Ist ein Zahlungsziel zwischen beiden Vertragsparteien vereinbart, so hat die Rechnungsbegleichung zu erfolgen bei Ablauf eines in Tagen oder Monaten bemessenen Zeitraums nach dem Bezugsdatum. Alternativ kann ein Fälligkeitszeitpunkt festgelegt werden. Bezugsdatum kann beispielsweise der Wareneingang oder das Rechnungsdatum oder der Rechnungseingang oder anderes sein. Bei einem Zahlungsziel 45 Tage nach Rechnungsstellung muss die Zahlung des Schuldners innerhalb dieser Frist auf dem Bankkonto des Lieferanten gutgeschrieben sein. Nach Ablauf des vereinbarten Zahlungsziels gerät der Schuldner automatisch in Zahlungsverzug.
Nach § 286 Abs. 2 Nr. 1 BGB bedarf es keiner Mahnung, wenn für die Zahlung des Rechnungsbetrags eine Zeit nach dem Kalender bestimmt ist (etwa „Der Rechnungsbetrag ist fällig mit Zugang, spätestens jedoch am ....“). Der Rechnungsschuldner gerät nach Ablauf der gesetzten Leistungszeit ohne Mahnung in Zahlungsverzug. Der Verzug beginnt hier mit Ablauf des Tages, an dem die Zahlung spätestens zu erbringen war. Nach § 286 Abs. 2 Nr. 2 BGB genügt es auch, wenn eine „generelle“ Berechenbarkeit des Leistungszeitpunkts nach dem Kalender möglich ist.
Der Schuldner einer Entgeltforderung für die Lieferung von Waren und/oder für die Erbringung von Dienstleistungen (jedoch nicht für Dauerschuldverhältnisse wie Miete oder Darlehen) gerät gemäß § 286 Abs. 3 BGB spätestens 30 Tage nach Fälligkeit in Verzug. Dies gilt gegenüber einem Verbraucher nur, wenn er auf diese Folgen in der Rechnung oder Zahlungsaufstellung besonders hingewiesen worden ist. Zahlungsziele liegen bei Rechnungsstellung üblicherweise etwa 30 Tage in der Zukunft; in Deutschland wird nach durchschnittlich 23 Tagen gezahlt.

### Einseitig erklärtes Zahlungsziel
Die Übersendung einer Rechnung mit der einseitigen Bestimmung eines Zahlungsziels durch den Gläubiger löst ohne die erforderliche Belehrung des Verbrauchers (§ 286 Abs. 3 Satz 1 BGB) keinen Schuldnerverzug aus. Deshalb genügt für einen Schuldnerverzug die Übersendung einer Rechnung mit der einseitigen Bestimmung eines Zahlungsziels seitens des Gläubigers regelmäßig nicht.

## Wirtschaftliche Aspekte
Die Gewährung eines Zahlungszieles ist für den Verkäufer ein Mittel der Absatzförderung, die Inanspruchnahme des Zahlungszieles ist für den Käufer ein Finanzierungsmittel im Rahmen eines Lieferantenkredites. Im Zahlungsziel liegt auf der Seite des Lieferanten das Debitorenrisiko eines Kreditgebers, weil sein Abnehmer während der Laufzeit des Lieferantenkredits insolvent werden kann und damit die Bezahlung der Forderung ausbleiben oder zumindest zweifelhaft werden kann. Zur Sicherung seines Zahlungsrisikos kann der Verkäufer mit dem Käufer im Kaufvertrag einen Eigentumsvorbehalt vereinbaren.
Kurze Zahlungsziele kann der Verkäufer durch Skonto motivieren. Skonto wird vom Rechnungsbetrag abgezogen.
Aus der Lagerdauer, dem Zahlungsziel von Debitoren (Kunden) und dem Zahlungsziel der Kreditoren (Lieferanten) lässt sich die betriebswirtschaftliche Kennzahl des Geldumschlags errechnen. Die durch den Lagerbestand eingegangene Kapitalbindung kann verkürzt werden, wenn den Kunden geringere oder gar keine Zahlungsziele eingeräumt werden als bei  Lieferanten vorhanden sind.
Aus Lieferantensicht ist generell ein kurzes Zahlungsziel von Interesse.
Aus Kundensicht muss zwischen Fixkosten und variablen Kosten unterschieden werden. Da Fixkosten (z. B. Instandhaltung) mit einer festgelegten Regelmäßigkeit anfallen, lohnen sich kurze Zahlungsziele (Skonto, gute Lieferantenbeziehung). Eine Ausdehnung der  Zahlungsziele führt lediglich zu einem einmaligen Zahlungsaufschub. Bei variablen Kosten (z. B. auftragsbezogene Lieferungen) lohnen sich lange Zahlungsziele, da der Mittelabfluss (Zahlung an Lieferanten) näher an den Mittelzufluss (Geldeingang seitens des Kunden) heranrückt.

## International
In Europa gibt es im Hinblick auf das durchschnittliche Zahlungsziel deutliche Unterschiede. Dänemark und Deutschland hatten 2019 mit durchschnittlich 24 bzw. 23 Tagen die kürzesten Zahlungsziele. Die Werte schwanken je nach Jahr, in dem diese erhoben wurden.
| Land                   | durchschn. Zahlungsziel |
| ---------------------- | ----------------------- |
| Belgien                | 32                      |
| Dänemark               | 24                      |
| Deutschland            | 23                      |
| Frankreich             | 32                      |
| Schweiz                | 31                      |
| Spanien                | 39                      |
| Vereinigtes Königreich | 33                      |